# Everybody Hates Hugo (Lost)
Everybody Hates Hugo este un episod al serialului de televiziune Lost, sezonul 2.